# Maria Helena Vieira da Silva

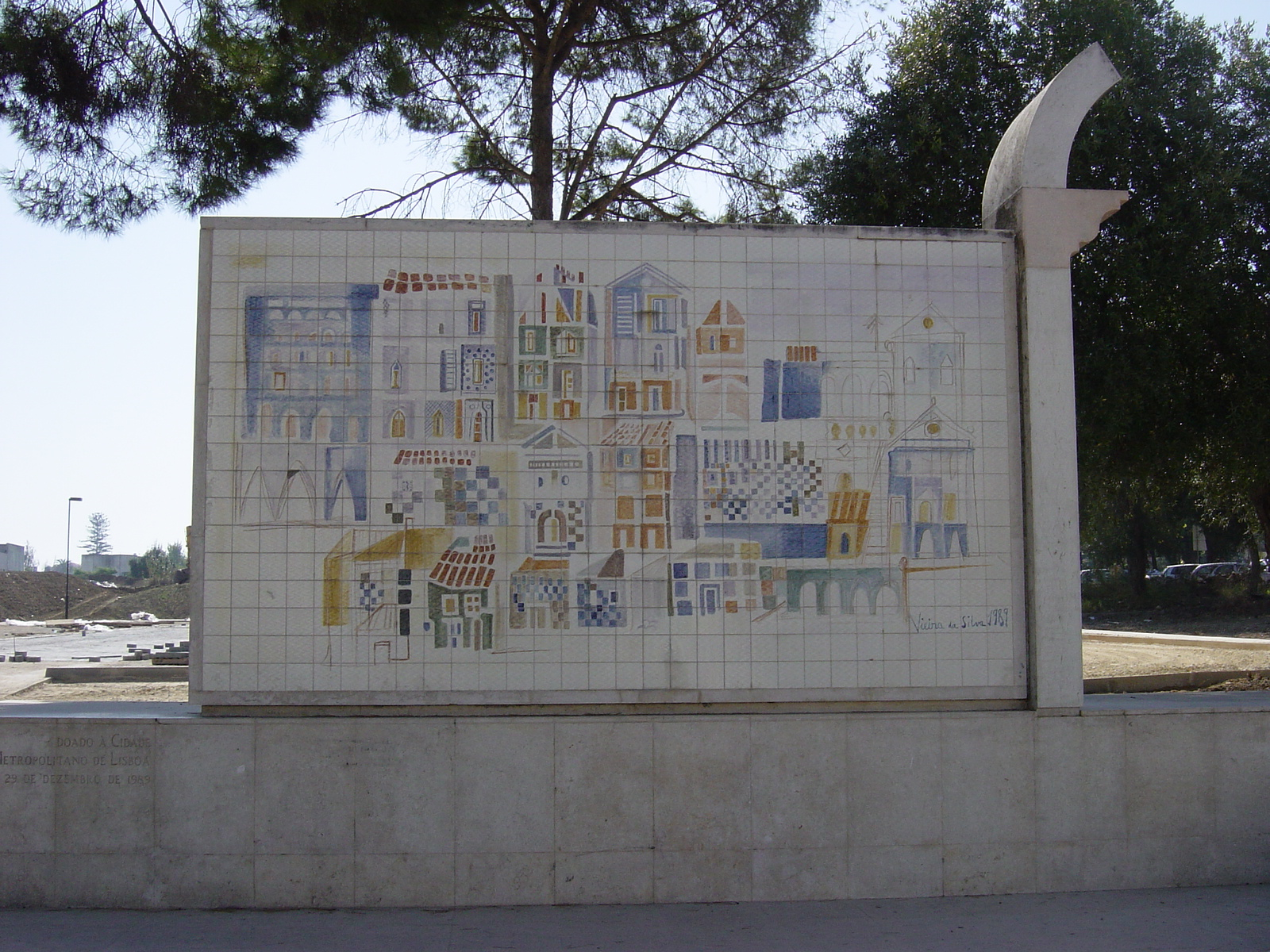
Metrostation in Lissabon, Portugal

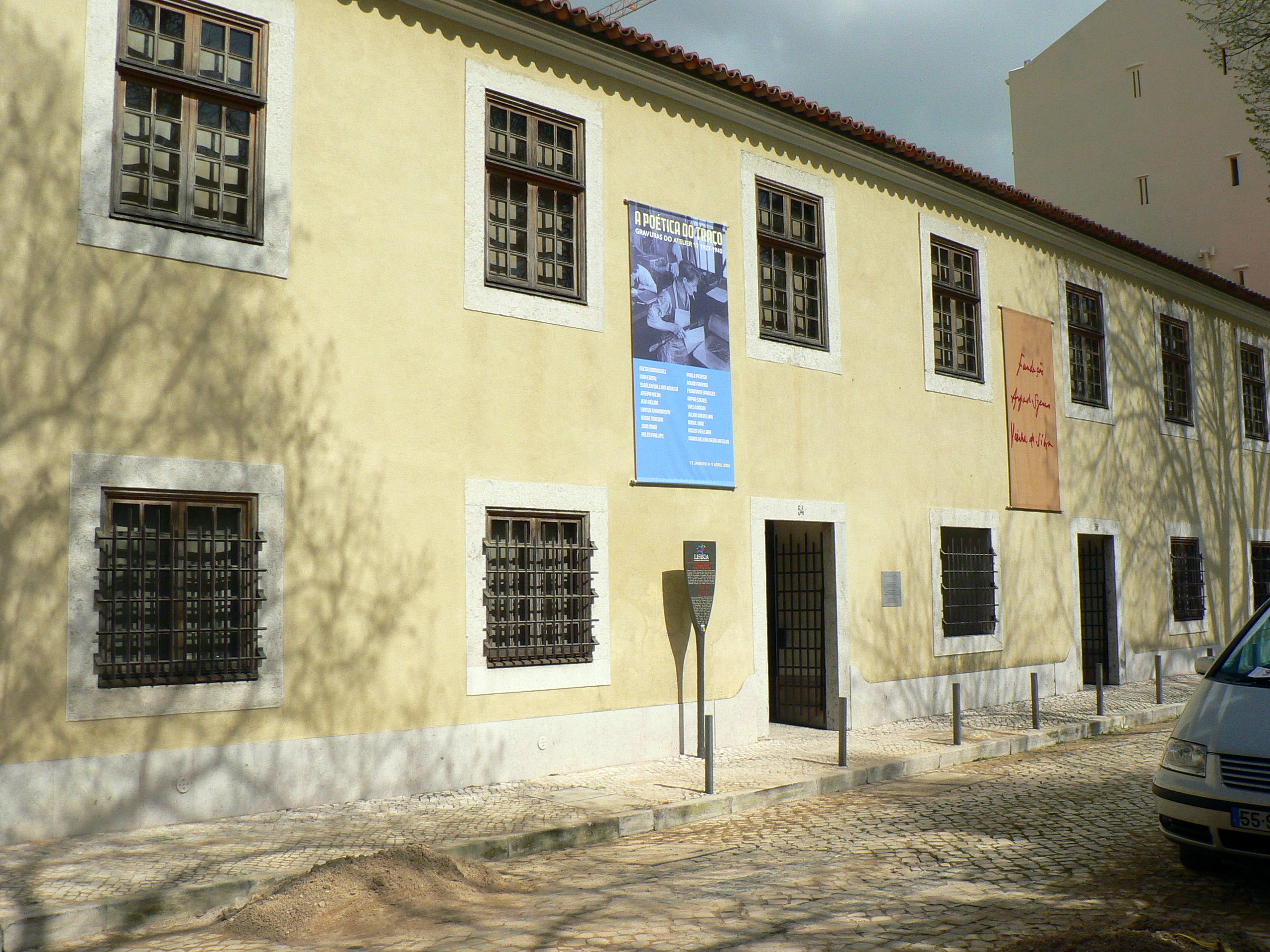
Fundação Arpad Szenes-Vieira da Silva, Lissabon

Maria Helena Vieira da Silva (Lissabon, 18 juni 1908 – Parijs, 6 maart 1992) was een Portugees-Franse schilderes.

## Haar leven
Maria Helena Vieira da Silva studeerde in Lissabon aan de Academia de Belas-Artes. In 1928 vertrok zij naar Parijs, waar zij aanvankelijk beeldhouwen studeerde bij Émile-Antoine Bourdelle en Charles Despiau. Onder invloed van Fernand Léger en de Britse schilder/graficus Stanley William Hayter ving zij in 1929 de studie schilderkunst aan. Van 1930 tot 1932 was zij ingeschreven bij de Académie de la Grande Chaumière. Haar leraren waren Léger en Roger Bissière. 
In 1929 ontmoette zij de Hongaarse schilder Arpad Szenes (1897-1985), waarmee zij in 1930 in het huwelijk trad. In datzelfde jaar had zij haar eerste expositie in Parijs. Het echtpaar woonde in Parijs, maar emigreerde in 1940 naar Brazilië. Pas in 1947 keerden zij naar Frankrijk terug, waar Vieira da Silva in 1956 de Franse nationaliteit verkreeg.
Zij was driemaal deelneemster aan de documenta in Kassel, in 1955 (1), 1959 (II) en 1964 (III).
In 1961 won zij een prijs bij de Biënnale van São Paulo. In 1966 gevolgd door, als eerste vrouw, de Franse Grand Prix National des Arts. 
Het vroege werk van de kunstenares draagt nog het stempel van het Surrealisme, later werk is meer abstract met een mythologisch karakter. Haar werk wordt gerekend tot de kunststroming (Nouvelle) École de Paris.
Vele musea in Europa en de Verenigde Staten hebben werk van Maria Helena Vieira da Silva in hun collectie. In 1994 werd in Lissabon door de Fundação Arpad Szenes Vieira da Silva een museum geopend met een ruime collectie werken van beide kunstenaars.

## Werken
- As Bandeiras Vermelhas (1939, 80 × 140 cm);
- História Trágico-Marítima (1944, 81,5 × 100 cm);
- O Passeante Invisível (1949-1951, 132 × 168 cm);
- O Quarto Cinzento (Grauer Raum, 1950, Tate Gallery, Londen, 65 × 92 cm);
- L'Allée Urichante (1955, 81 × 100 cm);
- Les Grandes Constructions (1956, 136 × 156,5 cm);
- Londres (London, 1959, 162 × 146 cm);
- Landgrave (1966, 113,6 × 161 cm);
- La bibliothèque en feu (1974, 158 × 178 cm);
- Composition (1952, Kunstmuseum Bern, 33 x 41 cm)